# Michele Foscarini
Michele Foscarini (Venezia, 24 marzo 1632 – Venezia, 31 maggio 1692) è stato uno storico italiano, vissuto nel XVII secolo ai tempi della Repubblica di Venezia.

## Biografia
Discendente da famiglia non benestante, primo figlio di Lorenzo di Giovanni e di Margherita Priuli, Foscarini venuto a mancare il padre si trovò a dover provvedere al sostentamento della famiglia.
Fin da ragazzo prese contatto con l'Accademia degli Incogniti, dove acquisì i rudimenti in diritto e dimostrò d'esser portato per le materie letterarie. Al 1651 risalgono le prime opere composte dall'autore, un paio di novelle presenti in un'antologia di poesie amorose.
L'anno seguente viene accolto tra i membri del massimo organo politico della Serenissima, il Maggior Consiglio, il punto di svolta del Foscarini coincide con le nozze contratte con Orsetta Sagredo di Giovanni, che sebbene appartenga ad una casata non illustrissima, spalanca le porte all'ingresso nelle stanze del potere veneziano. Dal matrimonio la coppia non ebbe eredi.
Le mansioni, sempre più importanti, nell'amministrazione veneziana lo portano ad assumere l'incarico di savio agli Ordini, per poi divenire nel 1966 provveditore sopra le Camere e in seguito viene accolto nell'Avogadoria de Comun per seguire provvedimenti giurisdizionali in materia penale.
Gli incarichi si susseguono, ma nel 1665 deve trasferirsi nell'isola di Corfù per esercitare la carica di provveditore e capitano, che oltre a tenerlo impegnato in incombenze di natura militare, lo obbliga a occuparsi anche della conflitto passato alla storia come Guerra di Candia, gli permise di ottenere vantaggi di natura economica, perché era facoltà di chi esercitava quell'attività fissare i costo delle merci agricole.
Tornato in patria il Foscarini continua a collezionare nomine in varie magistrature veneziane che incrementano il suo prestigio, finché si trova a sostenne Francesco Morosini, colui cui veniva attribuita la perdita di Candia, un città sull'isola di Creta, a seguito alla firma della pace con i sovrani Ottomani, da parte di Antonio Correr. In questa vicenda dimostra la sua bravura nell'arte oratoria, infatti di fronte alle appunti che vennero indirizzati al Morosini, Foscarini non negò la necessità di giudicarne l'operato, ma a patto di rispettare le procedure previste evitando di agire in base a pregiudizi.
Uscito vincitore dalla querelle, conquistandosi pure il rispetto di entrambe le parti in causa che apprezzarono l'operato e la pacificazione delle fazioni, venne nominato nel 1672 sindaco e inquisitore in Terraferma, incarico di rilevanza notevole che dimostrava la fiducia che ormai Venezia riponeva nei suoi confronti.
In questo frangente collaborerà anche con Marcantonio Giustinian che in seguito diverrà doge della Serenissima.
Ormai era giunto all'apice della carriera, nel prosieguo collezionerà ulteriori nomine a diverse cariche che conseguirà negli anni successivi di ritorno in laguna.
Dell'attività oratoria svolta come savio abbiamo tracce nell'Historia da lui compilata, nella quale sono menzionati i suoi interventi presso il Senato veneziano. Da questi discorsi si trae un'immagine di un politico conservatore poco sensibile al richiamo delle armi che allora infiammavano gli animi specie nei confronti il nemico ottomano, preferendo perseguire la pace.
A riprova, si dichiarò espressamente contrario alla costituenda Lega santa da opporre ai Turchi che nel 1684 venne sostenuta dall'imperatore asburgico Leopoldo I e dal sovrano polacco Giovanni III Sobieski, ricordando le recenti amare vicende che erano costate l'abbandono di Candia. La sua tesi rimase in minoranza, senza che questo fece ritornare il Foscarini sui suoi passi.
Se le vicende belliche andarono in una direzione da lui avversata, il Consiglio dei dieci uno dei massimi organi di governo della Repubblica, lo nominò, il 19 dicembre 1678, "deputato a scriver le Historie" ovvero divenne il storiografo ufficiale.
Quest'opera poderosa stampata postuma, e questo impedì al Foscarini di perfezionarla, ad opera del fratello Sebastiano è arricchita da una biografia dell'autore opera di Pier Caterino Zeno. Quest’ultimo pur giudicando la sua scrittura non all'altezza dei grandi quali un Bembo o un Guicciardini, riconobbe che era priva di leziosità e di gradevole lettura e quindi apprezzabile e comprensibile. I fatti riportati con correttezza rispecchiano la realtà e prendono atto della progressiva marginalizzazione della Serenissima nel contesto internazionale. In quanto alla contesto veneziano mantiene un giudizio legato alla tradizione in linea con il costume delle famiglie magnatizie.
Scompare il 31 maggio 1692 a Venezia.

## Opere
- Historia della republica veneta, 1696